# پالاوا (استان شرقی)
پالاوا (به لاتین: Palawa) یک منطقهٔ مسکونی در سری‌لانکا است که در استان مرکزی (سری‌لانکا) واقع شده‌است.